# Karsten Kruschel
Karsten Kruschel (* 10. Dezember 1959 in Havelberg) ist ein deutscher Schriftsteller und Publizist. Er veröffentlicht vorwiegend im Bereich der Science Fiction und wurde 2010 und 2012 mit dem Deutschen Science-Fiction-Preis ausgezeichnet.

## Leben und Werk
Kruschel wuchs als Sohn des Schriftstellers Heinz Kruschel in Magdeburg auf, wo er auch Bühnenerfahrung als Kabarettist sammelte. Nach einer landwirtschaftlichen Lehre in Klein Wanzleben und einem abgebrochenen Studium der Pflanzenproduktion in Halle (Saale) arbeitete er als Hilfspfleger in einer neurologischen Klinik in Magdeburg. 1984 schloss er sein Lehrerstudium in Magdeburg mit einer Diplomarbeit über die Science-Fiction-Literatur in der DDR ab. Nach einer Tätigkeit als Lehrer für Deutsch und Geschichte in Leipzig-Grünau und dem Grundwehrdienst in Eilenburg und Dresden ging er als wissenschaftlicher Assistent an die Pädagogische Hochschule „Clara Zetkin“ in Leipzig, wo er 1991 mit einer Arbeit über die DDR-Science-Fiction-Literatur promovierte (überarbeitet und ergänzt 1995 beim EDFC erschienen). Er arbeitete in Leipzig und Berlin als Projektleiter in einem Institut für Bildungsreform und Medienerziehung, längere Zeit als Chefredakteur einer Baufachzeitschrift, als Public-Relations-Berater und einige Jahre in verschiedenen Call-Centern, ehe er sich 2010 als Redakteur und Autor selbständig machte und nun für den Verlag De Gruyter und andere Auftraggeber tätig ist. Außerdem verfolgt er Schreib- und Theaterprojekte, etwa am Theater der Jungen Welt.
Seit seiner Kindheit schreibt Kruschel Prosa, später auch Essays und Literaturkritiken. Er nahm mehrfach am Zentralen Poetenseminar der DDR in Schwerin teil. Nach ersten Science-Fiction-Erzählungen 1979 in der Zeitschrift Neues Leben erschien sein Debüt Raumsprünge (1985) in der Heftreihe Das neue Abenteuer. 1989 folgte der Erzählungsband Das kleinere Weltall im Verlag Das Neue Berlin. Seine Kurzgeschichten Herrliche Zeiten (1999), Teufels Obliegenheiten (2012) und Ende der Jagdsaison auf Orange (2010) wurden für den Kurd-Laßwitz-Preis nominiert; letztere 2011 ins Russische übersetzt.
Seit 1981 veröffentlichte Kruschel Besprechungen zu Werken der Science-Fiction-Literatur, die in Zeitungen, Zeitschriften und Sammelbänden erscheinen (Volksstimme Magdeburg, Leipziger Volkszeitung, Science Fiction Times, Das Heyne Science Fiction Jahr) sowie Aufsätze und Essays. Er verfasste eine Reihe von Beiträgen für die Nachschlagewerke Die Science Fiction der DDR. Autoren und Werke, das Bibliographische Lexikon der utopisch-phantastischen Literatur, den Werkführer durch die utopisch-phantastische Literatur, den Abschnitt zur Science-Fiction im Handbuch zur Kinder- und Jugendliteratur sowie mehrere Artikel im Lexikon der Science Fiction-Literatur seit 1900.
2009 erschien der zweibändige Roman Vilm. Der Regenplanet und Vilm. Die Eingeborenen im Wurdack-Verlag. Das Buch wurde sowohl für den Kurd-Laßwitz-Preis als auch den Deutschen Science-Fiction-Preis – den es gewann – als bester Roman des Jahres nominiert. Vom Internetportal phantastik-couch.de wurde es ebenso zum „Buch des Monats“ erklärt wie der 2011 erschienene Nachfolger Galdäa. Der ungeschlagene Krieg. Galdäa wurde dort außerdem im März 2012 zum „Phantastischen Buch des Jahres 2011“ gekürt.
2010 beteiligte er sich an dem von Karla Schmidt herausgegebenen literarischen Experiment Hinterland, einer Anthologie im Wurdack-Verlag, für die 20 Autoren Science-Fiction-Erzählungen nach Musik von David Bowie schrieben.
2013 setzte er die erfolgreichen Vilm-Romane mit dem eigenständigen Roman Vilm. Das Dickicht fort, der sowohl beim Deutschen Science-Fiction-Preis als auch beim Kurd-Laßwitz-Preis den 3. Platz belegte.

## Werke

### Eigenständige Publikationen
- Raumsprünge, Erzählung (illustriert von Karl Fischer), Neues Leben, Berlin 1985.
- Das kleinere Weltall, Science-Fiction-Erzählungen (illustriert von Dieter Heidenreich), Das Neue Berlin, Berlin 1989, ISBN 978-3-360-00245-7.
- Bildschirm im Gegenlicht, Texte zur Medienerziehung, 1992 (mit Ralf Hickethier).
- Spielwelten zwischen Wunschbild und Warnbild. Utopisches und Dystopisches in der SF-Literatur der DDR in den achtziger Jahren, Sachbuch, edfc, 1995, ISBN 3-924443-77-7 (2012 auch als E-Book)
- Vilm. Der Regenplanet, Roman, Wurdack, 2009, ISBN 978-3-938065-36-5 (2012 auch als E-Book[14])
- Vilm. Die Eingeborenen, Roman, Wurdack, 2009, ISBN 978-3-938065-54-9 (2012 auch als E-Book)
- Galdäa. Der ungeschlagene Krieg, Roman, Wurdack, 2011, ISBN 978-3-938065-72-3 (2012 auch als E-Book)
- Raumsprünge, das kleinere Weltall und andere fantastische Erzählungen, EditionDigital 2012, ISBN 978-3-86394-385-1.
- Armageddon mon amour – Fünf Visionen vom Ende (mit Michael Marrak, auf 99 Exemplare limitierte und signierte Novellensammlung, Schriftenreihe Maldoror 2012.) Enthält: Gebet für Sprengköpfe – ein lyrischer Prolog (Marrak), Die Stille nach dem Ton (Marrak), Schwarz:Netz:Schwarz (Kruschel), Das Concaliom (Marrak), Fragetechniken für ein aufschlussreiches Gespräch mit der Froschprinzessin (Kruschel), Quo vadis, Armageddon? (Marrak)
- Vilm. Das Dickicht, Roman, Wurdack, 2013, ISBN 978-3-938065-93-8.
- Das Universum nach Landau. Roman in Dokumenten und Novellen, Wurdack, 2016, ISBN 978-3-95556-093-5.

### Kurzgeschichten und Erzählungen (Auswahl)
- Aussage des Assistenten, Neues Leben, 1979.
- Theorie der Kugelblitze, Neues Leben, 1979.
- Schach mit Otto, in: Aus dem Tagebuch einer Ameise. Wissenschaftlich-phantastische Tiergeschichten, hrsg. von Michael Szameit, 1985.
- ... und stets das Vernünftigste tun, in: Lichtjahr 6. Ein Phantastik-Almanach, hrsg. von Erik Simon, 1989, ISBN 3-360-00183-4.
- Ein Fall von nächtlicher Lebensweise, in: Der lange Weg zum blauen Stern, hrsg. von Michael Szameit, 1990, ISBN 3-355-01019-7.
- Großartige Party, wirklich großartig, in: Johann Sebastian Bach Memorial Barbecue, hrsg. von Wolfgang Jeschke. 1990, ISBN 3-453-04279-4.
- Herrliche Zeiten, in: Alexanders langes Leben, Stalins früher Tod und andere abwegige Geschichten. Erzählungen und Berichte aus Parallelwelten, hrsg. von Erik Simon, 1999, ISBN 3-453-14912-2.
- Regendrachen sterben, wenn die Sonne scheint, in: Lichtjahr 7. Ein Phantastik-Almanach, hrsg. von Erik Simon, 1999, ISBN 3-00-005005-1.
- Barnabas oder Die Vorzüge kleiner Welten, in: Lotus Effekt, hrsg. von Heidrun Jänchen und Armin Rößler, 2009, ISBN 3-938065-32-X.
- Ende der Jagdsaison auf Orange, in: Die Audienz, hrsg. von Heidrun Jänchen und Armin Rößler, 2010, ISBN 978-3-938065-62-4.
- Vierte und Erste Sinfonie, oder: Müllerbrot, in: Hinterland. 20 Erzählungen, inspiriert von der Musik David Bowies, hrsg. von Karla Schmidt, 2010, ISBN 978-3-938065-69-3.
- Violets Verlies, in: Emotio, hrsg. von Heidrun Jänchen und Armin Rößler, 2011, ISBN 978-3-938065-75-4.
- Vom Ursprung der Regendrachen. In: Drachen! Drachen! Fiese Essenzen aus 23 Genres, hrsg. von Frank G. Gerigk und Petra Hartmann, 2012, ISBN 978-3-89840-339-9.
- Grün: Im Sternzeichen des Rasenmähers. In: 2012. T minus Null – Eine Sammlung von Weltuntergängen, herausgegeben von Uwe Post, Begedia-Verlag, Mülheim an der Ruhr 2012, ISBN 978-3-943795-17-2.
- Teufels Obliegenheiten, oder Der gewaltsame Frieden. In: Nova 20, herausgegeben von Olaf G. Hilscher und Michael K. Iwoleit, Nova Verlag, Bad Zwesten 2012, ISSN 1864-2829 (auch als kostenloses Hörbuch verfügbar)
- Chinetti vs. Rockenfeller. Le Mans 2034. In: revvv – Racing, Emotion, Vintage, Bd. 1, Hamburg 2014, S. 240–244 (Illustration: Michael Marrak)
- Echo & Schatten. In: Tiefraumphasen, herausgegeben von Frank Hebben, Armin Rößler und André Skora, Begedia-Verlag, Mülheim an der Ruhr 2014, ISBN 978-3-95777-006-6.
- Was geschieht dem Licht am Ende des Tunnels? In: Nova 23, herausgegeben von Olaf G. Hilscher und Michael K. Iwoleit, Amrûn Verlag, Traunstein 2015, ISBN 978-3-95869-031-8.
- Welt der Erwachsenen, in: Spektrum der Wissenschaft, Heft 2/2017, S. 96f., Heidelberg 2017, ISSN 0170-2971.
- Angereichert, in: Spektrum der Wissenschaft, Heft 10/2020, S. 96f., Heidelberg 2017, ISSN 0170-2971.
- Dreckdrohnen und die Mathematik Mozarts, in: Nova 30, herausgegeben von Michael K. Iwoleit und Michael Haitel, p.machinery, Winnert 2021, ISBN 978-3-95765-233-1).
- Rudolf Diesels Zeitmaschine, in: Zeitgestrüpp, oder: Die Räder von Himmel und Erde, herausgegeben von Erik Simon, Verlag Torsten Low, Meitingen 2023, ISBN 978-3-96629-034-0.

## Auszeichnungen
- 2010 Deutscher Science-Fiction-Preis für Vilm. Der Regenplanet und Vilm. Die Eingeborenen
- 2012 Phantastisches Buch des Jahres der Phantastik-Couch für Galdäa
- 2012 Deutscher Science-Fiction-Preis für Galdäa
- 2016 Kurd-Laßwitz-Preis für Was geschieht dem Licht am Ende des Tunnels?